# Матвеев, Александр Константинович
Алекса́ндр Константи́нович Матве́ев (8 июля 1926, Свердловск — 9 октября 2010, там же) — советский и российский лингвист, специалист в области уральской и северорусской диалектной лексики и субстратной топонимики. Занимался также этимологией, ономастикой, финно-угроведением, теорией языковых контактов. Член-корреспондент РАН с 7 декабря 1991 года по секции гуманитарных и общественных наук (языкознание). Профессор УрГУ им. А. М. Горького (Екатеринбург), основатель уральской ономастической школы.

## Биография
В 1949 году окончил факультет русского языка и литературы Хабаровского педагогического института.
С 1952 года — в УрГУ им. А. М. Горького. В 1958 году защитил кандидатскую диссертацию «Финно-угорские заимствования в русских говорах Северного Урала». В 1961—2005 годах — заведующий кафедрой русского языка и общего языкознания УрГУ. Доктор филологических наук (1970, диссертация «Русская топонимика финно-угорского происхождения на территории севера Европейской части СССР»), профессор (1971), заслуженный деятель науки РСФСР (1988).
Скончался на 85-м году жизни 9 октября 2010 года в Екатеринбурге. Похоронен на Широкореченском кладбище.

### Семья
- Родители:
  - Отец — Константин Константинович Матвеев (1875—1954), российский и советский минералог, один из основателей Екатеринбургского горного института и Уральского геологического музея[2][3].
  - Мать — Ксения Михайловна Матвеева, первая заведующая кафедрой иностранных языков Свердловского горного института. Происходила из дворянского рода Левшиных[4].
- Первая жена (с 1952 года) — Эльвира Николаевна Орлова[5].
  - Сын — Андрей Александрович Матвеев (1954—2019), русский писатель, журналист[5][6].
- Вторая жена (с 1958 года) — Галина Алексеевна Чупина[5].
  - Дочь — Юлия (род. 1960).
- Третья жена (с 1967 года) — Тамара Вячеславовна Матвеева (урождённая Марадудина, род. 1944), советский и российский лингвист[5][7].
  - Сын — Константин Александрович Матвеев (1969—2005)[5].
  - Дочь — Анна Александровна Матвеева (род. 1972)[5], русский писатель, журналист, редактор.

## Научная деятельность
А. К. Матвеев — автор более 270 научных публикаций, глава научной школы в области ономастики и топонимии. Внёс значительный вклад в исследование практических и теоретических проблем этимологии, ономастики, диалектологии, древнейшей истории финно-угров. Был широко известен как блестящий лектор, педагог, эрудит.
Создатель топонимической экспедиции УрГУ — уникального научного сообщества, накопившего миллионные картотеки полевых лексических и ономастических материалов. Под руководством А. К. Матвеева составлены большинство томов основного корпуса «Словаря русских говоров Среднего Урала» (1981—1988). Он также руководил созданием «Словаря говоров Русского Севера» (тт. 1—3) и «Материалов к словарю финно-угро-самодийских заимствований в говорах Русского Севера» (т. 1, 2004). А. К. Матвеевым были подготовлены первый топонимический и первый оронимический словари Урала.
А. К. Матвеев был главным редактором всероссийского научного журнала «Вопросы ономастики» с момента его создания до своей смерти.

## Педагогическая деятельность
В УрГУ А. К. Матвеев в разное время читал курсы «Введение в языкознание», «Общее языкознание» и «Введение в славянскую филологию», а также спецкурсы: «Топонимия Урала», «Методы топонимических исследований», «Происхождение славян (лингвистический аспект)», «Меря и мерянский язык», «Индоевропейцы и индоевропейские языки». Среди его учеников — известные специалисты в области диалектологии и ономастики: проф. Е. Л. Березович, проф. Т. Н. Дмитриева, проф. М. Э. Рут и др.
Под руководством А. К. Матвеева были защищены 6 докторских и более 30 кандидатских диссертаций.

## Основные работы
Монографии
- Нёройки караулят Урал: Путешествие в топонимию. Свердловск, 1976;
- Семь названий на карте Урала. Свердловск, 1979;
- Матвеев А. К. Географические названия Урала: Краткий топонимический словарь. — Свердловск: «Средне-Уральское книжное издательство», 1980. — 208 с.
  - Матвеев А. К. Географические названия Урала: Краткий топонимический словарь. — 2-е изд. — Свердловск: «Средне-Уральское книжное издательство», 1987. — 208 с.
  - Матвеев А. К. Географические названия Урала: Краткий топонимический словарь. — 3-е изд. — Екатеринбург: «Сократ», 2008. — 352 с.
- От Пай-Хоя до Мугоджар: Названия уральских хребтов и гор. Свердловск, 1984;
  - Вершины Каменного Пояса: Названия гор Урала. Челябинск: Южно-Уральское книжное издательство, 1990. — 288 с. — ISBN 5-7688-0296-7.
- Методы топонимических исследований. Свердловск, 1986;
- Вверх по реке забвения: Рассказы о географических названиях. Свердловск: Уральское книжное издательство, 1992;
- Географические названия Тюменского Севера: Краткий топонимический словарь. Екатеринбург, 1997;
- Географические названия Свердловской области: Топонимический словарь. Екатеринбург, 2000.
  - 2-е изд. Екатеринбург, 2007;
- Субстратная топонимия Русского Севера. Екатеринбург, 2001—2015. Ч. 1-4;
- Ономатология. М., 2006;
- Материалы по мансийской топонимии горной части Северного Урала. Екатеринбург, 2011.

Статьи
- «Финно-угорские заимствования в русских говорах Северного Урала» (1959);
- «Древнеуральская топонимика и её происхождение» // Вопросы археологии Урала (1961, вып. 1);
- «Об отражении одного финно-угорского фонетического соответствия в субстратной топонимике Русского Севера» (1968);
- Субъективные факторы и лженаука в топонимических исследованиях // Вопросы ономастики. 2010. № 1.